# Cirilo del Río Rodríguez
Cirilo del Río Rodríguez  (Castellar de Santiago, 27 de febrer de 1892 – Madrid, 27 de febrer de 1955) va ser un advocat i polític espanyol.

## Biografia
Es llicencià en dret i va exercir a Ciudad Real. Membre del Partit Republicà Progressista de Niceto Alcalá-Zamora, va ser elegit diputat a Corts per la circumscripció de Ciudad Real en les eleccions de 1931 i 1933.
Va ocupar diverses carteres ministerials en representació del seu partit en diversos gabinets durant el bienni reformista i el radical-cedista. En el primer, va ocupar la cartera d'Agricultura des del 8 d'octubre de 1933 al 16 de desembre de 1933 en l'últim gabinet del bienni, presidit per Diego Martínez Barrio. Va prosseguir en el càrrec fins al 28 d'abril de 1934 en tres governs radicals, sempre sense la presència de la CEDA. Després de l'entrada d'aquesta en el gabinet, el seu partit va sortir del govern, fruit de l'enemistat entre el president de la República i aquest partit. Del Río va tornar al govern, aquesta vegada com a ministre d'Obres Públiques i Comunicacions al final de bienni, entre el 14 de desembre de 1935 i el 19 de febrer de 1936, en els gabinets "tècnics" presidits per Manuel Portela Valladares sense presència ni de radicals ni de la CEDA.